# Halopteris rostrata
Halopteris rostrata is een hydroïdpoliep uit de familie Halopterididae. De poliep komt uit het geslacht Halopteris. Halopteris rostrata werd in 1975 voor het eerst wetenschappelijk beschreven door Millard. 